# Heteracris minuta
Heteracris minuta is een rechtvleugelig insect uit de familie veldsprinkhanen (Acrididae). De wetenschappelijke naam van deze soort is voor het eerst geldig gepubliceerd in 1921 door Boris Petrovich Uvarov.